# Museum Innviertler Volkskundehaus

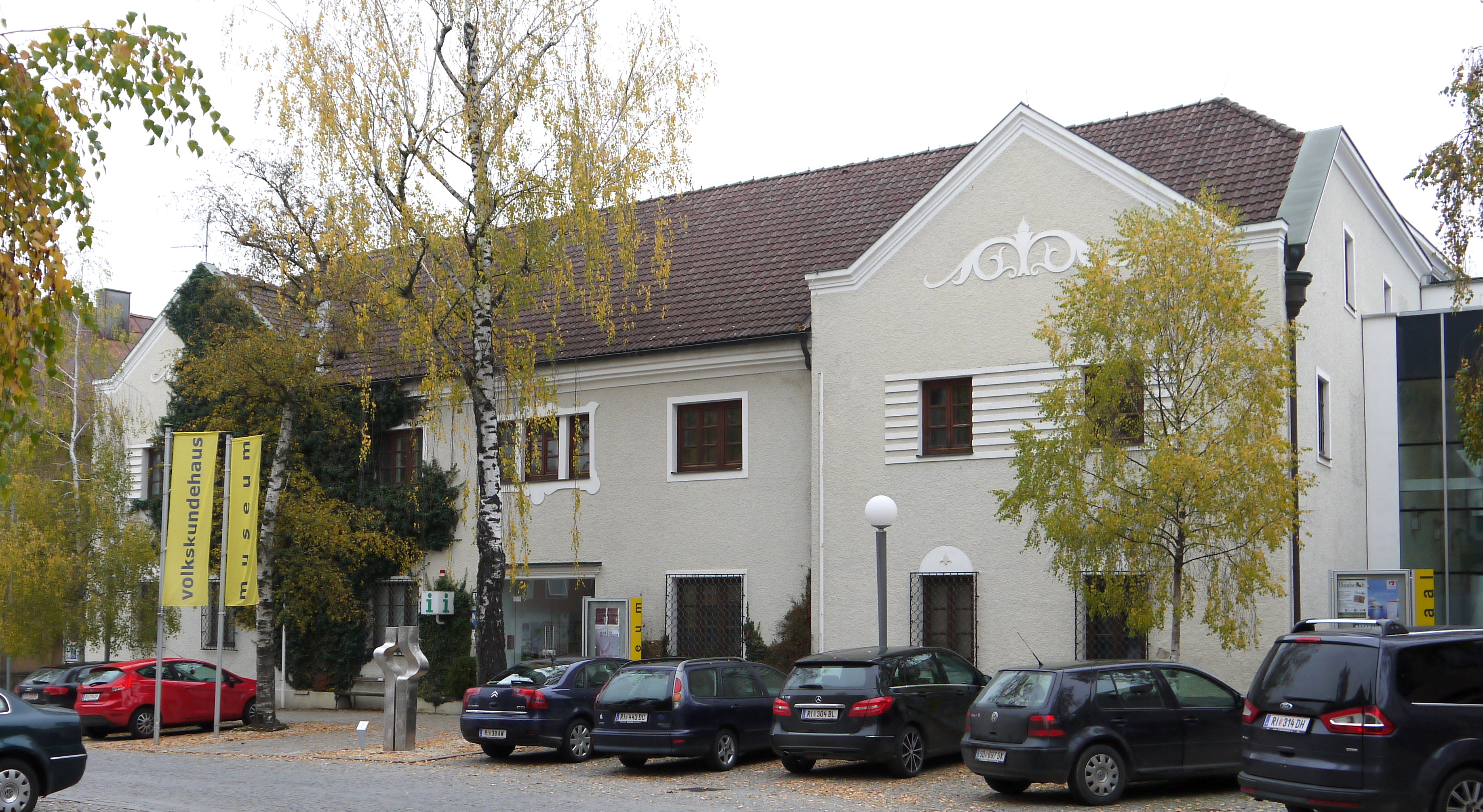
Innviertler Volkskundehaus

Das Museum Innviertler Volkskundehaus ist ein von der Kulturabteilung der oberösterreichischen Stadt Ried im Innkreis betriebenes Volkskundemuseum. Die Sammlung hat ihren Ursprung in den 1930er Jahren. Das Museumsgebäude steht unter Denkmalschutz.

## Geschichte
1907 gründeten einige Rieder Bürger eine Gesellschaft zur Pflege der Rieder Heimatkunde, die sich vor allem mit der Lokalgeschichte und der Schwanthaler-Forschung auseinandersetzte. Für die Sammlungen des Musealvereines gab es zunächst keine Ausstellungsmöglichkeit.
Als 1933 der aus Ostermiething stammende Johann Veichtlbauer (1867–1939), der von 1909 bis 1933 Pfarrer von St. Pantaleon gewesen war, seine umfangreiche volkskundliche Sammlung der Stadt Ried als Stiftung übergab, verdoppelte sich der Bestand der Gesellschaft zur Pflege der Rieder Heimatkunde. Er wurde daraufhin im sogenannten Volkskundehaus untergebracht und der Öffentlichkeit zugänglich gemacht.
1972 kaufte die Stadt Ried das bis dahin gemietete Haus, das danach restauriert wurde.

## Bestand und Betrieb
Das Museum beinhaltet eine volkskundliche Sammlung zum oberen Innviertel sowie die Sammlung des Musealvereins Ried. Es gibt unter anderem bemerkenswerte spätgotische Holzbildwerke wie eine Statue des heiligen Rochus der Bildhauerfamilie Zürn (um 1650) oder Schnitzwerke der Schwanthaler-Familie aus dem 18. Jahrhundert.
Die 1923 in Braunau am Inn gegründete Künstlervereinigung Innviertler Künstlergilde betreibt seit 1934 im Volkskundehaus eine Galerie für Ausstellungen, wo regelmäßig Künstler dieser Gruppe ihre Werke ausstellen.
Die 1998 gegründete Schriftenreihe des Museums ist Der Bundschuh. Die jährlich einmal erscheinende Publikation befasst sich mit volkskundlichen Themen aus dem Inn- und Hausruckviertel. Herausgeber ist das Stadtamt Ried im Innkreis.
Leitung / Kustoden
- Johann Veichtlbauer (1867–1939), Gründer des Rieder Volkskundehauses[4]
- 1942–1971 Max Bauböck (1897–1971), ab 1930 Kustos des Musealvereins Ried
- 1971–1991 Josef Mader
- seit 1991 Sieglinde Frohmann (Baumgartner)